# Маркус Теллер
Маркус Теллер (гол. Marcus Teller) (1682—1728) — голландский композитор и священник.

## Биография
Сведения о Теллере довольно скудны. Известно, что сын Хендрика Теллера и Корнелии Янсен был крещён 17 декабря в Соборе Св. Николая в Маастрихте. Маастрихтские архивы ничего не сообщают об образовании Маркуса Теллера, однако точно известно, что в 1705 году он был зачислен на факультет искусств университета в Лёвене, в 1710 стал скрипачом оркестра Собора Богородицы.
В 1713 получил разрешение главы Собора на посвящение в сан дьякона. Вскоре он был причислен к братству ректоров Св. Анны, ответственных за богослужение и соответственно музыкальное сопровождение его в Соборе. Однако в 1715 году Теллер покидает Собор Богородицы из-за конфликтов с членами братства и присоединяется к братству ректоров другого храма, Св. Серватиуса, где получает регулярное жалование за сочинение музыки для богослужений. Сохранились два печатных издания сочинений Теллера и ряд рукописей.